# 我的世界中国版
《我的世界中国版》，又称《我的世界》网易版，是由网易、Mojang Studios和Xbox Game Studios合作开发的《我的世界》在中國大陸独家运营的Minecraft版本（包括Windows、Android及iOS版本）。

## 历史
2016年5月20日，网易游戏年度发布会上宣布代理Minecraft（我的世界），網易已與微软、Mojang達成協議，取得Minecraft在中國市場的獨家代理權，為期五年，準備推出端遊和手游，為中國玩家帶來沙盒遊戲《我的世界中國版》。
2017年4月7日，網易遊戲《我的世界》發布會於北京國家游泳中心（水立方）舉辦。作為《我的世界》中國版的首次亮相，Mojang、微軟和網易三方代表共同出席發布會，還有許多國內知名開發者、視頻主、直播主和玩家都參與了此次活動。
2017年4月10日，《我的世界》中國版小規模技術測試開始。4月28日，《我的世界》中國版小規模技術測試服務器關閉並刪檔。
2017年5月20日，網易正式宣布Hypixel服務器進入中國。7月14日，PC Java版限號不刪檔測試開啟， Hypixel服務器在本次測試中同步上線。
2017年9月15日，中国版手机端在App Store上线。10月12日，中国版安卓版开始公测。
2018年3月14日，开发者平台上线。8月3月至5月，《我的世界》中国版亮相ChinaJoy2018 。2019年11月9日，《我的世界》2019开发者大会在中国广东佛山举办。
2020年4月5日，《我的世界》携手国内顶尖呼吸研究机构发布的科普防疫玩法并推出一系列致敬医护人员的游戏内容获得了中国中央电视台中文国际频道的报道。
2020年4月13日，《我的世界》中国版发布Hypixel中国版服务器将于2020年6月30日停止运营的公告。
2021年7月6日，《我的世界》中国版RTX Beta版正式上线。

## 影响与争议

### 涉黄事件
2019年4月12日，中国中央廣播电视台报道称《我的世界》中国版的“联机房间”涉及色情低俗信息。4月15日上海市“扫黄打非”办公室协调市委网信办、市新闻出版局和市文化执法总队，约谈运营方网易公司。
2019年5月7日，上海市互联网信息办公室发布消息称，上海市文化市场行政执法总队依据《网络出版服务管理规定》，对《我的世界》中国大陆游戏运营方网易公司作出行政处罚。目前，《我的世界》中国版运营团队称游戏已对此做出相应整改，杜绝该现象再次发生。

### 敏感词审查
《我的世界》中国版会对游戏内的言论进行审查，屏蔽敏感词，审查范畴包括但不限于房间名、用户名、游戏内文字、激活码及旗帜。一旦言论出现敏感词，整个言论就会被三个星号（***）代替。玩家间可以就此互相举报。但如果是编辑命令方块或书时出现上述事件，将敏感词移除即可修复。